# Мазуркевич, Анатолий Игнатьевич
Анато́лий Игна́тьевич Мазурке́вич (23 марта 1949, Могилев-Подольский, Винницкая область — 12 июля 2011, Москва) — советский и российский военачальник, начальник Главного управления международного военного сотрудничества (ГУ МВС) Минобороны (1997—2007), военный лётчик I класса, генерал-полковник.

## Биография
В 1967 году окончил Минское суворовское военное училище, в 1971 году — Черниговское высшее военное авиационное училище лётчиков имени Ленинского комсомола, затем — Военно-воздушную академию им. Ю. А. Гагарина. В 1990 г. окончил Военную академию Генерального штаба Вооруженных Сил СССР.
Службу в авиации проходил в Группе советских войск в Германии и Среднеазиатском военном округе, на штабных должностях в Генеральном штабе Вооруженных Сил СССР.
С 1983 года — на военно-дипломатической работе:
- 1983—1986 гг. — помощник военно-воздушного атташе при посольстве СССР в США (Вашингтон);
- 1991—1997 гг. — заместитель представителя Вооруженных Сил СССР в ООН (Нью-Йорк), военно-воздушный атташе, атташе по вопросам обороны при посольстве Российской Федерации в США (Вашингтон);
- 1997—2001 гг. — начальник управления внешних сношений Министерства обороны Российской Федерации;
- 2001—2007 гг. — начальник Главного управления международного военного сотрудничества Министерства обороны Российской Федерации.

А. И. Мазуркевич считался одним из наиболее приближенных людей к министру обороны Сергею Иванову. При содействии Мазуркевича прошли первые в истории двусторонние военные учения России и Китая.
С 2007 года находился в отставке.
Умер 12 июля 2011 года в Москве. Похоронен на Троекуровском кладбище.

## Награды и звания
- орден «За военные заслуги»;
- орден Дружбы;
- орден Красной Звезды;
- медаль «В память 850-летия Москвы»;
- юбилейная медаль «70 лет Вооружённых Сил СССР»;
- другие медали Российской Федерации;
- квалификация «военный лётчик I класса».

Награды иностранных государств
- медаль «Маршал Баграмян» ВС Армении (14 сентября 2001 года) — за укрепление боевого сотрудничества между Арменией и Российской Федерацией[1].